# Egbert von Lüttich
Egbert von Lüttich eller Egbert de Liège, född ca 972, dödsår okänt, var en fransk diakon och lärare vid domskolan i Liège. Han skrev boken Fecunda ratis (Skeppslasten) som består av moraliteter, religiösa poem, ordspråk och fabler.  Bland dessa finns De puella a lupellis servata (Flickan som räddades av vargar) som ligger till grund för sagan om Rödluvan.